# Olympische Sommerspiele 1980/Teilnehmer (Nordkorea)
| Gelbes Symbol für Goldmedaillen mit stilisierten Olympischen Ringen | Graues Symbol für Silbermedaillen mit stilisierten Olympischen Ringen | Braundes Symbol für Bronzemedaillen mit stilisierten Olympischen Ringen |
| ------------------------------------------------------------------- | --------------------------------------------------------------------- | ----------------------------------------------------------------------- |
| —                                                                   | 3                                                                     | 2                                                                       |

Nordkorea nahm an den Olympischen Sommerspielen 1980 in Moskau mit einer Delegation von 47 Athleten (39 Männer und 8 Frauen) an 40 Wettkämpfen in acht Sportarten teil.
Die nordkoreanischen Athleten gewannen drei Silber- und zwei Bronzemedaillen.

## Teilnehmer nach Sportarten

### Bogenschießen
Männer
- Ki Gye-jong
Einzel: 22. Platz

Frauen
- O Gwang-sun
Einzel: 5. Platz

- Sok Chang-suk
Einzel: 17. Platz

### Boxen
- Li Byong-uk
Halbfliegengewicht: Bronze

- Jo Ryon-sil
Fliegengewicht: im Viertelfinale ausgeschieden

- Gu Yong-ju
Federgewicht: in der 1. Runde ausgeschieden

- Jong Jo-ung
Leichtgewicht: im Achtelfinale ausgeschieden

- Ryu Bun-hwa
Halbweltergewicht: im Achtelfinale ausgeschieden

- Jang Bong-mun
Mittelgewicht: im Viertelfinale ausgeschieden

### Gewichtheben
- Ho Bong-chol
Fliegengewicht: Silber

- Han Gyong-si
Fliegengewicht: Bronze

- Yang Eui-yong
Bantamgewicht: 5. Platz

- Choe Jong-sop
Bantamgewicht: 9. Platz

- Li Gwang-ju
Leichtgewicht: 13. Platz

### Judo
- Ko Hyong
Superleichtgewicht: 11. Platz

- Pak Byong-gun
Leichtgewicht: 7. Platz

- Pak Jong-chol
Mittelgewicht: 13. Platz

- Kim Myong-gyu
Schwergewicht: 5. Platz
Offene Klasse: 15. Platz

### Leichtathletik
Männer
- Koh Chun-son
Marathon: 27. Platz

- Li Jong-hyun
Marathon: 29. Platz

- Chang Sop-choe
Marathon: 33. Platz

### Ringen
- Jang Se-hong
Halbfliegengewicht, Freistil: Silber

- Jang Dok-ryong
Fliegengewicht, Freistil: 5. Platz

- Li Ho-pyong
Bantamgewicht, Freistil: Silber

### Schießen
- So Gil-san
Schnellfeuerpistole 25 m: 9. Platz
Freie Pistole 50 m: 4. Platz

- Yun Chang-ho
Schnellfeuerpistole 25 m: 19. Platz

- Kim Ji-jong
Freie Pistole 50 m: 18. Platz

- Kim Dong-gil
Kleinkalibergewehr Dreistellungskampf 50 m: 11. Platz

- Li Ho-jun
Kleinkalibergewehr Dreistellungskampf 50 m: 11. Platz

- Kim Jun-sop
Kleinkalibergewehr liegend 50 m: 20. Platz

- Kim Gyong-ho
Kleinkalibergewehr liegend 50 m: 25. Platz

- Jo Sang-nam
Laufende Scheibe 50 m: 9. Platz

- Han In-sok
Laufende Scheibe 50 m: 11. Platz

- Kim Jun-ho
Skeet: 28. Platz

- Kim Hwa-jong
Skeet: 33. Platz

### Turnen
Männer
- Han Gwang-song
Einzelmehrkampf: 26. Platz
Boden: 36. Platz
Pferdsprung: 57. Platz
Barren: 24. Platz
Reck: 64. Platz
Ringe: 44. Platz
Seitpferd: 55. Platz
Mannschaftsmehrkampf: 9. Platz

- Kang Gwang-song
Einzelmehrkampf: 27. Platz
Boden: 42. Platz
Pferdsprung: 41. Platz
Barren: 40. Platz
Reck: 44. Platz
Ringe: 55. Platz
Seitpferd: 62. Platz
Mannschaftsmehrkampf: 9. Platz

- Kim Gwang-jin
Einzelmehrkampf: 36. Platz
Boden: 43. Platz
Pferdsprung: 46. Platz
Barren: 32. Platz
Reck: 63. Platz
Ringe: 12. Platz
Seitpferd: 65. Platz
Mannschaftsmehrkampf: 9. Platz

- Cho Hun
Einzelmehrkampf: 57. Platz
Boden: 64. Platz
Pferdsprung: 63. Platz
Barren: 24. Platz
Reck: 56. Platz
Ringe: 33. Platz
Seitpferd: 59. Platz
Mannschaftsmehrkampf: 9. Platz

- Song Sun-bong
Einzelmehrkampf: 60. Platz
Boden: 30. Platz
Pferdsprung: 41. Platz
Barren: 62. Platz
Reck: 49. Platz
Ringe: 50. Platz
Seitpferd: 60. Platz
Mannschaftsmehrkampf: 9. Platz

- Li Su-gil
Einzelmehrkampf: 61. Platz
Boden: 55. Platz
Pferdsprung: 51. Platz
Barren: 53. Platz
Reck: 53. Platz
Ringe: 57. Platz
Seitpferd: 64. Platz
Mannschaftsmehrkampf: 9. Platz

Frauen
- Choe Jong-sil
Einzelmehrkampf: 19. Platz
Boden: 44. Platz
Pferdsprung: 29. Platz
Stufenbarren: 43. Platz
Schwebebalken: 25. Platz
Mannschaftsmehrkampf: 8. Platz

- Sin Myong-ok
Einzelmehrkampf: 24. Platz
Boden: 45. Platz
Pferdsprung: 45. Platz
Stufenbarren: 55. Platz
Schwebebalken: 45. Platz
Mannschaftsmehrkampf: 8. Platz

- Kang Myong-suk
Einzelmehrkampf: 34. Platz
Boden: 50. Platz
Pferdsprung: 43. Platz
Stufenbarren: 57. Platz
Schwebebalken: 43. Platz
Mannschaftsmehrkampf: 8. Platz

- Kim Chun-son
Einzelmehrkampf: 51. Platz
Boden: 46. Platz
Pferdsprung: 51. Platz
Stufenbarren: 54. Platz
Schwebebalken: 57. Platz
Mannschaftsmehrkampf: 8. Platz

- Choi Myong-hui
Einzelmehrkampf: 53. Platz
Boden: 50. Platz
Pferdsprung: 47. Platz
Stufenbarren: 60. Platz
Schwebebalken: 51. Platz
Mannschaftsmehrkampf: 8. Platz

- Lo Ok-sil
Einzelmehrkampf: 58. Platz
Boden: 50. Platz
Pferdsprung: 60. Platz
Stufenbarren: 50. Platz
Schwebebalken: 58. Platz
Mannschaftsmehrkampf: 8. Platz